# Žilinai
Žilinai är en ort i Litauen. Den ligger i den södra delen av landet, 50 km sydväst om huvudstaden Vilnius. Žilinai ligger 141 meter över havet och antalet invånare är 392.
Terrängen runt Žilinai är mycket platt. Runt Žilinai är det glesbefolkat, med 13 invånare per kvadratkilometer. Närmaste större samhälle är Matuizos, 13,1 km söder om Žilinai. I omgivningarna runt Žilinai växer i huvudsak blandskog.